# Krzysztof Celestyn Mrongowiusz
Krzysztof Celestyn Mrongowiusz, Mrongovius, Mrąga; inne formy nazwiska: Morengoriusz, Morengovius, Murengovius; krypt.: M.; Mr. (ur. 19 lipca 1764 w Olsztynku, zm. 3 czerwca 1855 w Gdańsku) – duchowny ewangelicki, kaznodzieja, pisarz religijny, filozof, językoznawca, tłumacz i leksykograf. Jeden z pierwszych badaczy folkloru Kaszubów. Przez dużą część swojego życia mieszkał i pracował w Gdańsku. 

## Życiorys
Urodził się 19 lipca 1764 roku w Olsztynku jako syn Bartłomieja, noszącego początkowo nazwisko: Maręga, pastora i rektora szkoły w Olsztynku (później w Marwałdzie), i Julianny Estery z Weberów. Dzieciństwo spędził w Marwałdzie. Pierwsze nauki pobierał w Zalewie, a od roku 1780 uczył się Szkole Katedralnej na Knipawie w Królewcu. Następnie studiował (immatrykulowany 21 marca 1782) teologię, filozofię i filologię polską na Uniwersytecie Królewieckim (aż do roku 1790). W latach 1790–1796 był nauczycielem języka polskiego w Collegium Fridericianum  w Królewcu. W tym okresie (1790-1798) pełnił także obowiązki młodszego nauczyciela w Szkole Katedralnej. Jednocześnie pracował też jako tłumacz urzędowy języka polskiego i korektor druków polskich w oficynach wydawniczych: Hartunga (Gdańsk) i Kantera (Kwidzyn). W roku 1796 ożenił się z Wilhelminą Luizą Paarmann. Rok później (1797) wraz z ks. Jerzym Olechem bezskutecznie starał się o utworzenie katedry języka polskiego na uniwersytecie królewieckim. Był poliglotą – oprócz języka polskiego i niemieckiego znał również język grecki, dolnołużycki oraz rosyjski. W maju 1798 opuścił Królewiec, a wkrótce został pastorem i kaznodzieją gminy ewangelickiej w kaplicy św. Anny przy kościele św. Trójcy w Gdańsku i jednocześnie lektorem języka polskiego w Gdańskim Gimnazjum Akademickim (do roku 1817). W roku 1806 Tadeusz Czacki złożył mu propozycję objęcia katedry języków słowiańskich i stanowisko kierownika biblioteki w Liceum Krzemienieckim (propozycja niezrealizowana prawdopodobnie z powodu niechęci G. E. Grodka).

Mowa polska jest piękniejsza i cudowniejsza niż język francuski i niemiecki,

więc się jej poczciwy człowiek wstydzić nie powinien i owszem, pilnie się jej uczyć,

o nią dbać i o utrzymanie się jej jak o wielki skarb starać powinien.
Niedzielne i święte Ewangelie i lekcje, Krzysztof Celestyn Mrongowiusz 1806

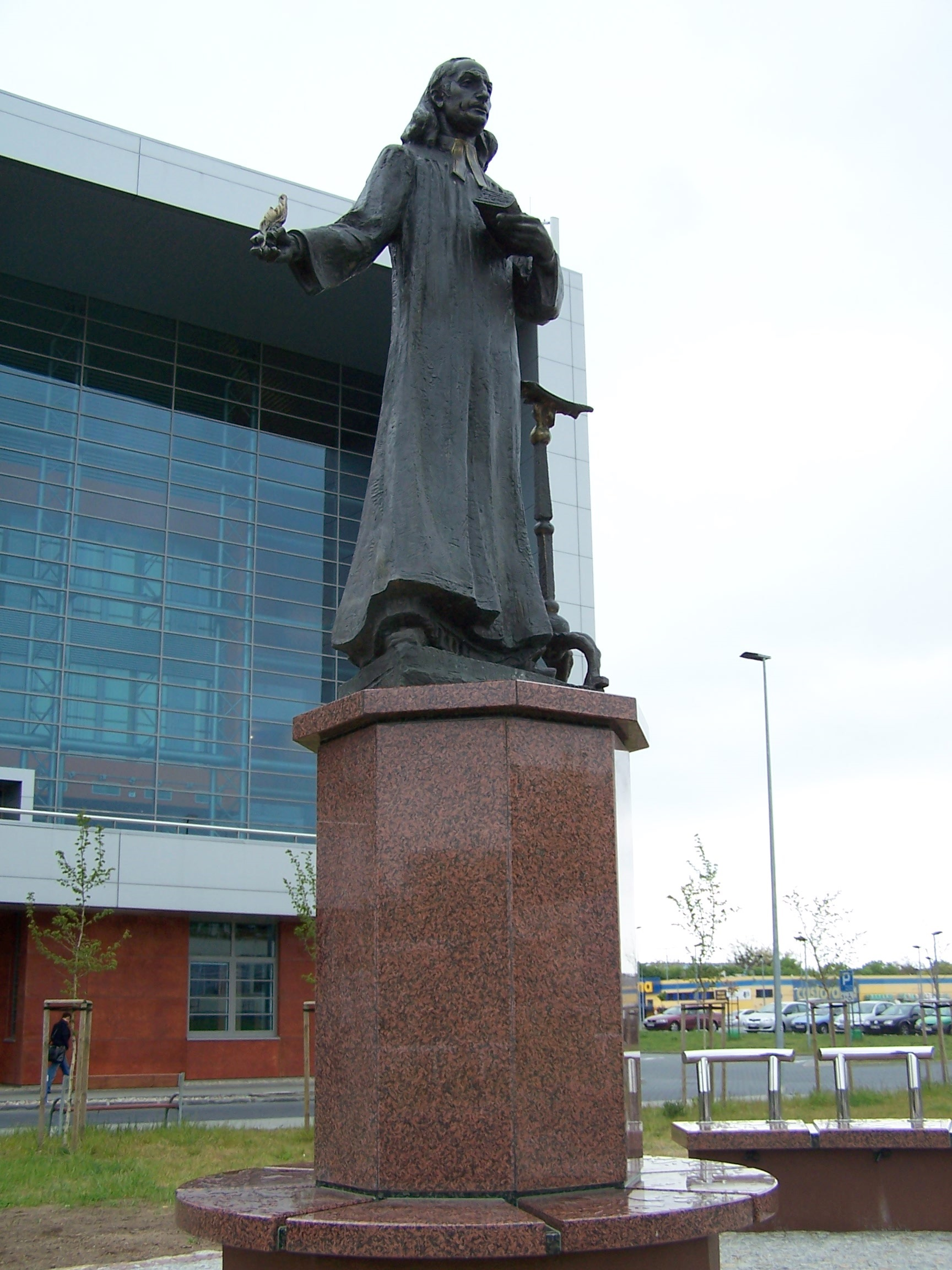
G. Jerszow, Pomnik Mrongowiusza w Gdańsku

Od roku 1812 był nauczycielem języka polskiego w Szkole Świętojańskiej przy parafii św. Jana w Gdańsku. W tym okresie udzielał też lekcji prywatnych i pełnił funkcję tłumacza sądowego. Po śmierci żony w roku 1820 oddał się przede wszystkim działalności naukowej. Obok ożywionych kontaktów z uczonymi polskimi, współpracował i korespondował z uczonymi rosyjskimi, czeskimi i niemieckimi. W 1841 roku spotkał się w Ostródzie z innym znanym działaczem polskim Gustawem Gizewiuszem, przekazując mu memoriał do króla pruskiego w sprawie swobód językowych dla ludności mazurskiej, który wiosną 1842 roku jako rojalista, niechętny społecznym niepokojom, wręczył osobiście Fryderykowi Wilhelmowi. Dokument ten domagał się od króla pruskiego położenia kresu germanizacji dzieci polskich w szkołach elementarnych, wprowadzenia języka polskiego w szkołach średnich i zorganizowania katedr tego języka na uczelniach wyższych. W 1852 został członkiem Towarzystwa Historyczno-Literackiego w Paryżu. Adam Mickiewicz w liście napisanym do Mrongowiusza w imieniu Towarzystwa oraz własnym napisał do niego „...uzacniłeś życie Twoje niezmordowaną, nieprzerwaną, owocną pracą około języka polskiego.” Był jedynym gdańszczaninem należącym do Towarzystwa Przyjaciół Nauk w Warszawie (od 1823, jako członek korespondent).
Zmarł 3 czerwca 1855 roku w Gdańsku. Został pochowany na (obecnie nieistniejącym) starym cmentarzu Zbawiciela (Salvator) na gdańskim Zaroślaku.
Był bibliofilem i pozostawił po sobie ponad 1 tys. zgromadzonych cennych książek, które przeszły w posiadanie Biblioteki Miejskiej w Gdańsku.

## Twórczość
Był autorem rozpraw, podręczników języka polskiego oraz słowników polsko-niemieckich, a także edytorem piśmiennictwa staropolskiego. Zajmował się zbieraniem pieśni mazurskich i kaszubskich oraz wszelkich dokumentów w języku kaszubskim Sporządził program badań dotyczących Kaszubów, np. przygotował mały słownik kaszubski. W latach 1826–1827 prowadził badania ludoznawcze w pobliżu Słupska, głównie w Cecenowie i Główczycach.

### Ważniejsze dzieła

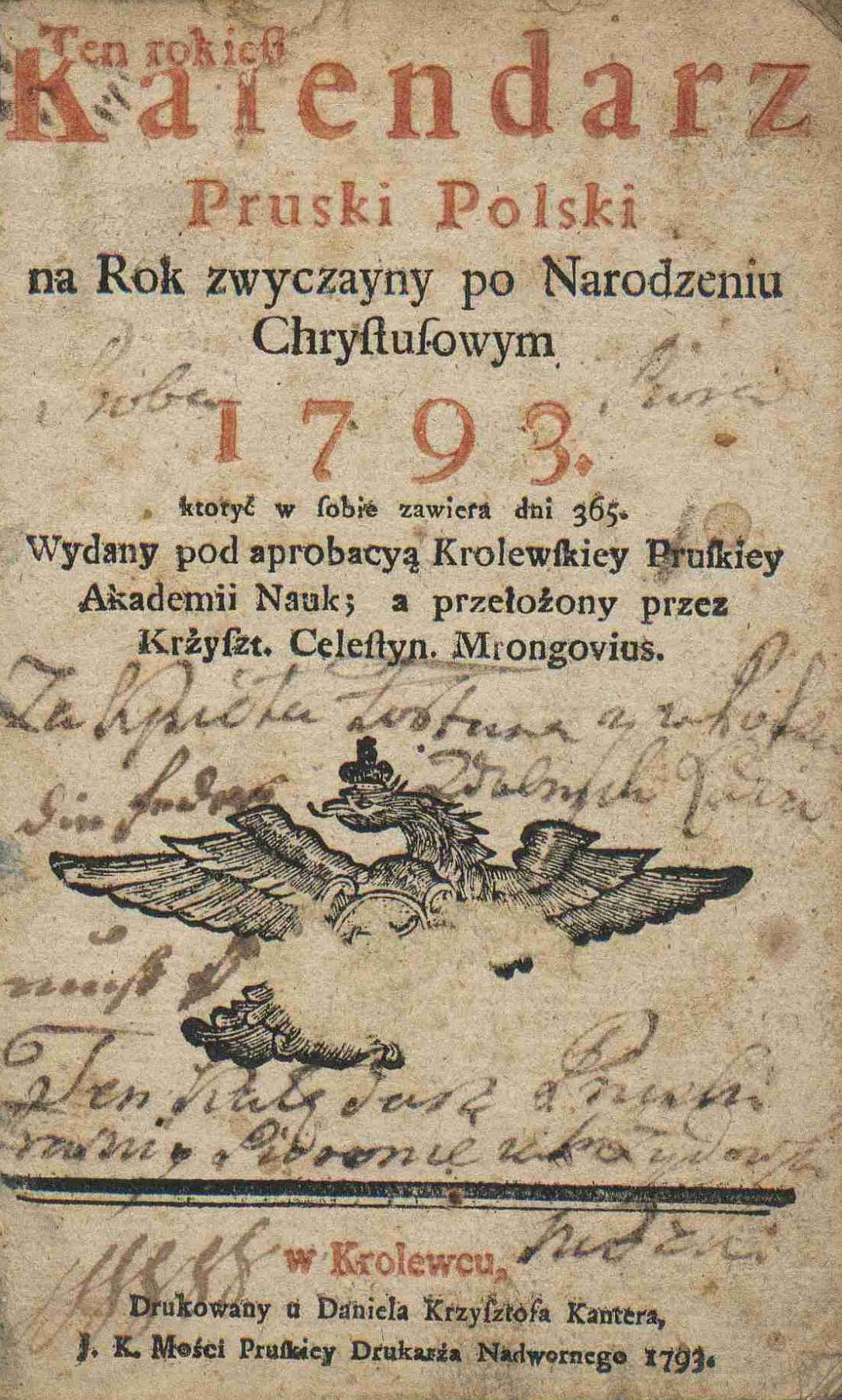
Kalendarz Pruski – Polski, Królewiec 1793

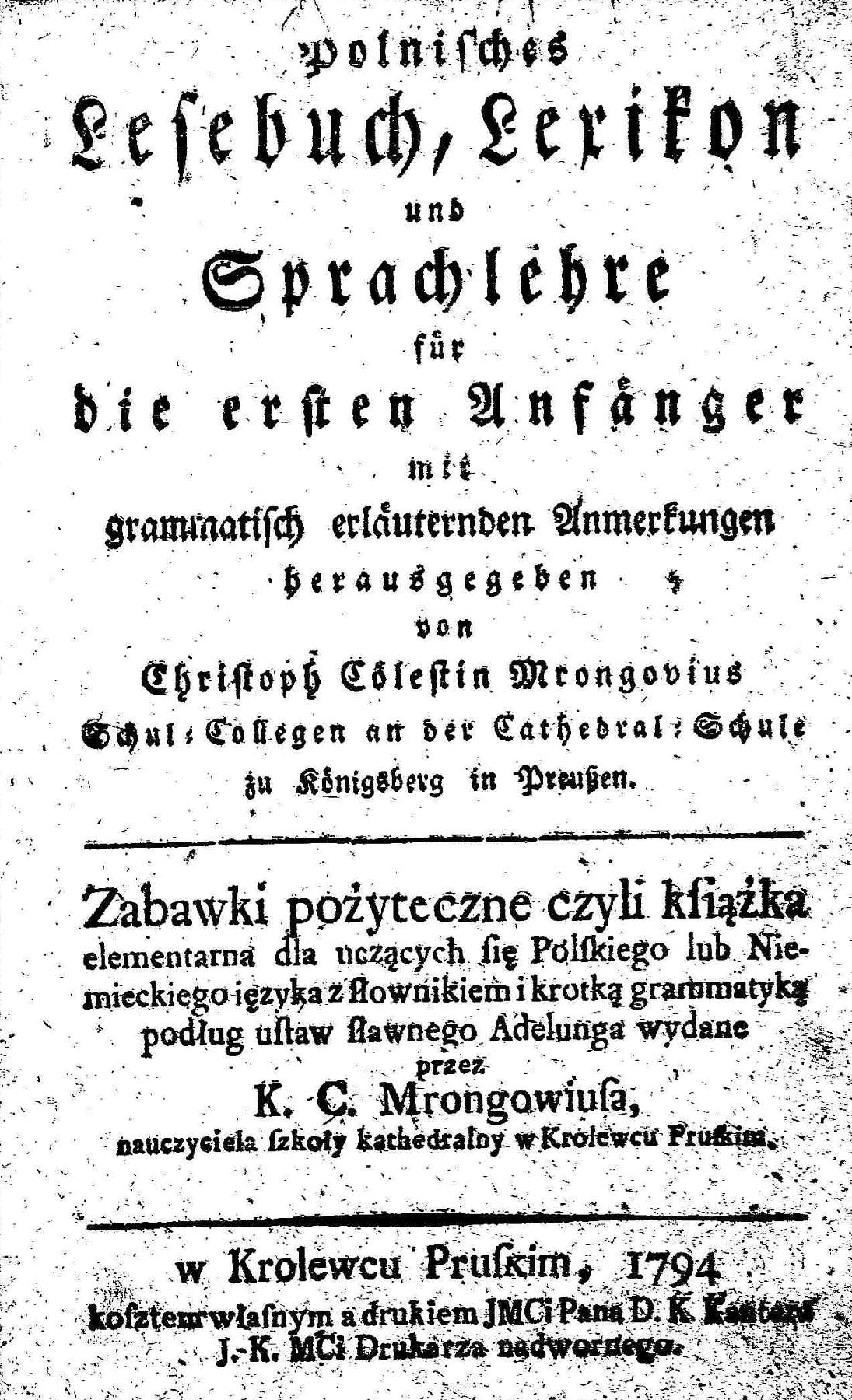
Zabawki pożyteczne... wydane w Królewcu w 1794 roku

1. Polnisches Lesebuch, Lexikon und Sprachlehre für die ersten Anfänger mit gramatisch erläuternden Anmerkungen... Zabawki pożyteczne, czyli Książka elementarna dla uczących się polskiego lub niemieckiego języka, ze słownikiem i krótką gramatyką podług ustaw sławnego Adelunga, 2-tomowy słownik polsko-niemiecki wydany w Królewcu w roku 1794 – wersja cyfrowa na stronach Polony
2. Nowy słownik polsko-niemiecki, w którym osobliwie na dobrą niemczyznę wzgląd miano, Kwidzyn 1794; wyd. następne: Słownik polsko-niemiecki... Handwörterbuch der polnischen Sprache..., Królewiec 1803
3. Pieśni kościelne, 1800
4. Rocznik kazań chrześcijańskich, to jest zbiór mów duchownych na niedziele i uroczyste święta całego roku, według ewanieliów, Gdańsk 1802; druk notowany u Estreichera III (1876) 177 pod błędnym tytułem: Polnisches Predigtenbuch auf alle Sonn-und Festtage des ganzen Jahres, Królewiec 1803
5. Anleitung zum Übersetzen aus dem Polnischen ins Deutsche und aus dem Deutschen ins Polnische. Polnisches Handbuch für die Deutschen die Polnisch erlernen wollen, Królewiec 1803 (druk notowany u Estreichera, nieznany z autopsji Pniewskiemu, ani Bieńkowskiemu); wyd. następne(?): ... ins Polnische. Als Anhang zu der ausführlichen Grammatik der polnischen Sprache, Gdańsk 1837
6. Polnische Formenlehre nebst Anleitung zum Übersetzen aus dem Deutschen ins Polnische. Erste Lieferung. Informacja do tłumaczenia z języka niemieckiego na polski, Królewiec 1811; wyd. następne (nieznane z autopsji Pniewskiemu, ani Bieńkowskiemu): Królewiec 1837
7. Versuch einer Anleitung zum Übersetzen aus dem Deutschen ins Polnische nebst Phraseologie als Erleichterungsmittel zur Erlehrung der polnischen Sprache. Informacja do tłumaczenia z języka niemieckiego na polski, Królewiec 1811
8. Polnischer Wegweiser, oder versuchte Analyse des Verbi, nebst Materialien zum Übersetzen, Królewiec 1812; wyd. następne rozszerzone: Polnischer Wegweiser, oder neuversuchte Analyse des Verbi, nebst Materialien zum Übersetzen aus dem Deutschen ins Polnische und einem deutsch-polnischen Krämerwaaren-Verzeichniss. Lekcje do tłumaczenia z języka niemieckiego na polski, ze słowniczkiem, Królewiec 1816; zobacz poz. 9, t. 2
9. Polnischer Wegweiser, enthaltend eine neu versuchte Aufklärung der polnischen Sprachformen nebst Materialien zum Übersetzen... Mentor polski, czyli nowy sposób ułatwiający naukę o formach mowy polskiej... t. 1-2, Gdańsk 1821 (w tomie 2: poz. 8); wyd. następne (tytułowe?): Gdańsk 1836 (egz. unikatowy w posiadaniu Bieńkowskiego); dedykowany A. K. Czartoryskiemu
10. Słownik niemiecko-polski, Deutsch-polnisches Handwörterbuch nach Adelung und Linde bearbeitet t. 1-2, Gdańsk (1820-1823); wyd. następne: wyd. 2 poprawione pt. Dokładny niemiecko-polski słownik. Ausführliches deutsch-polnisches Wörterbuch..., Królewiec 1837; wyd. 3 poprawione Królewiec 1854 (wyd. zeszytami, nr 1-3, w latach 1852-1854); wyd. 1 dedykowane A. K. Czartoryskiemu
11. Polnischer Wegweiser, oder neu versuchte Darstellung der polnischen Zeitwörter in ausführlichen Paradigmen... Przewodnik polski, czyli nowy sposób ułatwiający naukę o czasosłowie polskim, Gdańsk 1830 (egz. unikatowy w posiadaniu Bieńkowskiego)
12. Einige philologische Bemerkungen über die als nue entdeckt angeprisenen grammatischen Leistungen im Polnischen, veranlasst durch die Erscheinung der polnischen Sprachlehre von Suchorowski und Popliński..., Gdańsk 1831 (egz. unikatowy w posiadaniu Bieńkowskiego)
13. Zbiór kazań podwójnych na niedziele i święta uroczyste całego roku cz. 1-2, Królewiec 1834-1835; cz. 1-2 połączone razem noszą tytuł: Postyla kościelna i domowa, to jest zbiór kazań podwójnych..., Królewiec 1835
14. Ogłoszenie prenumeraty na Dokładny słownik polsko-niemiecki, Królewiec 1834; egz. unikatowy: Biblioteka Uniwersytetu Wrocławskiego (inform. Bieńkowski)
15. Dokładny słownik polsko-niemiecki, krytycznie wypracowany. Ausführliches polnisch-deutsches Wörterbuch..., Królewiec 1835 (dedykowany E. Raczyńskiemu)
16. Ausführliche Grammatik der polnischen Sprache nebst einem besonderen Anhange mit Übungsstücken zum Übersetzen, Gdańsk 1837
17. Słowniczek polsko-niemiecki, zawierający w sobie treść wyrazów najpotrzebniejszych w rozmowie potocznej, Królewiec 1838 (druk nienotowany przez Bieńkowskiego)
18. Polnisch-deutches Stammwörterbuch und Nomenclator enthaltend die zur gegenseitigen Mittheilung im Verkehr notwendigsten Ausdrücke..., Królewiec 1838
19. Ogłoszenie literackie, Gdańsk 1853; anons o druku przkł. Kanta (zobacz Przekłady poz. 14), inform. Bieńkowski
20. O pijaku. Pieśń(!), Królewiec (przed rokiem 1870); inform. Bieńkowski za W. Chojnackim; druk miał zawierać tekst kazania.

Drobne utwory, recenzje i anonse Mrongoviusa ogłaszano w czasopismach: „Gazeta Literacka” (1822, nr 6, s. 68), „Pamiętnik Warszawski” (1822, t. 1, s. 324 n.), „Przyjaciel Ludu Łecki” (1842), „Przyjaciel Ludu” (Leszno, tu: Dorywcze uwagi... nad L. Siemieńskiego tłumaczeniem polskim Odyssei, 1848, nr 19), „Tygodnik Literacki” (Poznań, 1841, nr 35-36).

### Przekłady
Ks. Celestyn Mrongowiusz tłumaczył również na język polski dzieła innych autorów z języka niemieckiego oraz z greki:
1. Kalendarz Pruski Polski na rok zwyczajny po Narodzeniu Chrystusowym 1791, Królewiec (Kwidzyn) 1791
2. Kalendarz Pruski Polski na rok przybyszowy po Narodzeniu Chrystusowym 1792, Królewiec (Kwidzyn) 1792
3. Kalendarz Pruski Polski na rok zwyczajny po Narodzeniu Chrystusowym 1793, Królewiec (Kwidzyn) 1793; tu m.in. zamieszczona sielanka A. Naruszewicza: Pacierz staruszka
4. Kalendarz Pruski Polski na rok pospolity po Narodzeniu Chrystusowym 1794, Królewiec (Kwidzyn) 1794
5. Kalendarz Pruski Polski na rok pospolity po Narodzeniu Chrystusowym 1795, Królewiec (Kwidzyn) 1795
6. Katechizm zdrowia dla użytku szkół i domowey edukacyi, Bernharda Christopha Fausta wersja cyfrowa na Polony Warszawa 1795; wyd. następne Warszawa 1805
7. Rzut oka na pożytki z przyzwoitego traktowania wierzb pruskich wynikające przez IMC Pana Seven Bjerna..., Björn Sören, wydana w Gdańsku w 1804 roku
8. Niedzielne i świętne ewanielie i lekcje, gdzieniegdzie przypiskami objaśnione. Z dodatkiem Agendy i Katechizmu, jako Przydatek do Rocznika kazań, Gdańsk 1806
9. Słowo Xenofonta o wyprawie woienney Cyrusa, po grecku Anabasis Xenophona, wydana w Gdańsku w 1831 roku
10. Teofrast: Charaktery obyczajowe, wyd. w: Teofrasta Charaktery obyczajowe, Epikteta Rękoksiąg i Celebesa Obraz życia ludzkiego. Przełożył z greckiego na język polski..., Gdańsk 1845 (druk zawiera jedynie przekł. Teofrasta)
11. Epiktet: Rękoksiąg, wyd. w: Epikteta Rękoksiąg i Celebesa Tablica, czyli obraz życia ludzkiego, Gdańsk 1845 (druk nienotowany przez Bieńkowskiego; porównaj poz. 10)
12. Cebes: Obraz życia ludzkiego, wyd. jak wyżej poz. 11
13. (J. G. F. Drentell): Nauka chrześcijańska, obejmująca wykład prawd religijnych w dokładnym katechiśmie, z załączeniem wypisów biblijnych w pytaniach i odpowiedziach. Z niemieckiego na język polski przełożona, Gdańsk 1851
14. Rozprawa filozoficzna o religii i moralności, Imanuela Kanta, wydana w Gdańsku w 1854
15. J. H. D. Zschokke: Nauki nabożne, rękopis Biblioteki Miejskiej w Gdańsku, sygn. Ms. 2066
16. Platon: Fedon, rękopis zaginął (inform. A. Wojtkowski).

Drobne przekłady Mrongoviusa ogłaszano w czasopismach: „Przyjaciel Ludu Łecki” (tu: Szczęśliwość poczciwego. Piosnka z niemieckiego, 1842, nr 4; Przyjaciele i pieniądze. Z rosyjskiego przez M-a, 1842, nr 7), „Przyjaciel Ludu” (Leszno; tu: Homer: Odyseja. Śpiew I-II, przekł., 1848, nr 20-26); zobacz ponadto: Ważniejsze dzieła poz. 1; Prace edytorskie poz. 2, 7.

### Opracowania innych autorów (prace edytorskie)

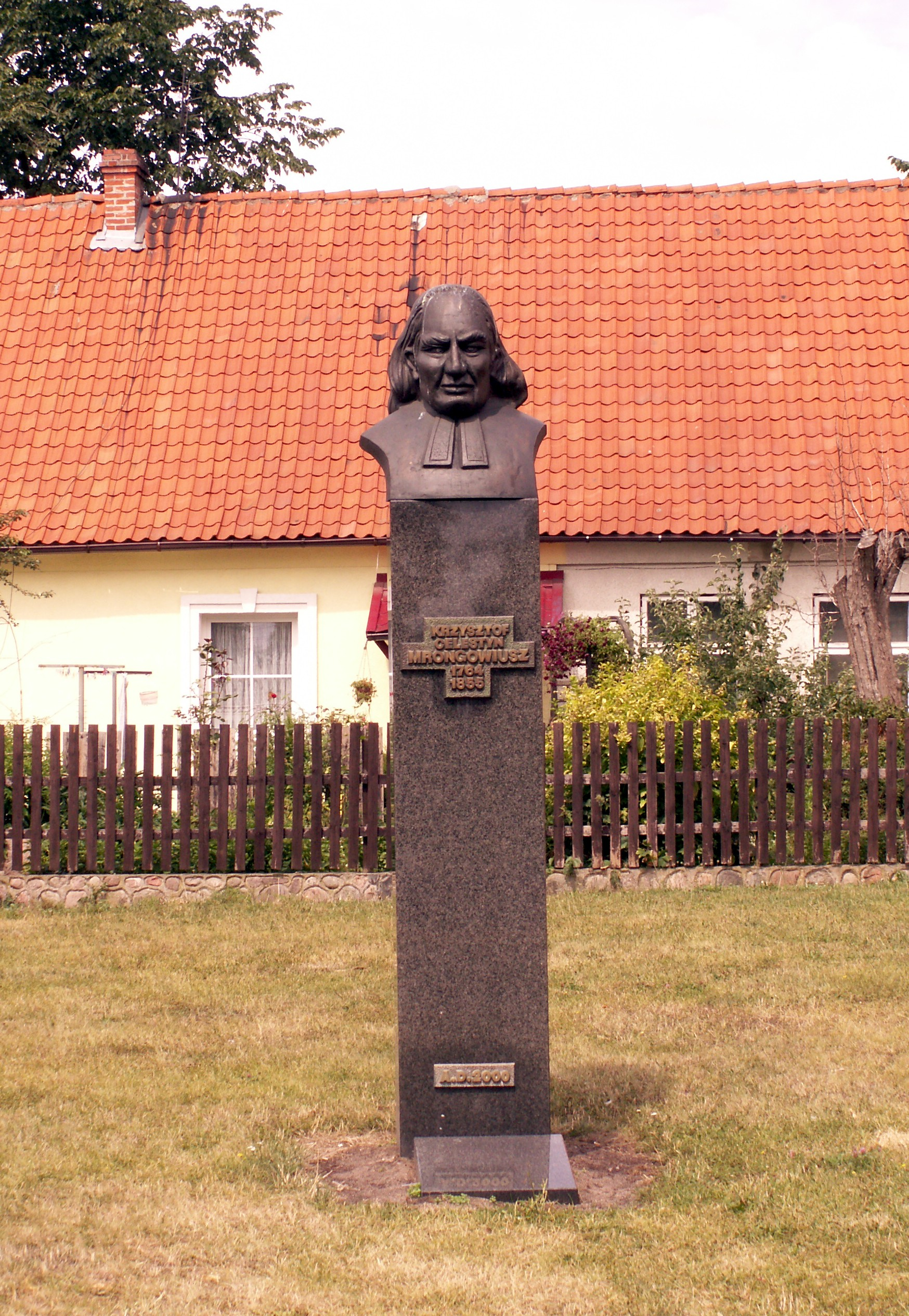
Pomnik Mrongowiusza przy rynku w Olsztynku

Ks. Mrongowiusz wydawał również własne opracowania tekstów autorów z okresu sarmatyzmu jak Sebastiana Fabiana Klonowica czy Samuela Dambrowskiego:
1. J. Hübner: Dwakroć pięćdziesiąt i dwie wyborne Pisma Świętego historie ze Starego i Nowego Testamentu. Dla młodzi chrześcijańskiej od... zebrane, a teraz na polski język wiernie przetłumaczone, Królewiec (pomiędzy rokiem 1795 a 1798); inform. W. Chojnacki
2. Wybór niektórych piosnek nabożnych, między którymi się mieszczą i takie, co z powodu uroczystego obchodzenia nowego stolecia śpiewać się mogą. Dla użytku zborów polskich, a w szczególności zboru Św. Anny i Św. Ducha w Gdańsku, Gdańsk 1800; posłowie przedr. Z. Florczak, L. Pszczołowska w: Ludzie Oświecenia o języku i stylu t. 2, Warszawa 1958
3. Pieśnioksiąg, czyli Kancjonał gdański, zamykający w sobie treść i wybór pieśni nabożnych, z większej części starych, tak teraz wyporządzony, iż może obok Prusko-Polskiego tudzież łącznie z Nowym Pruskim Pieśnioksięgiem przy nabożeństwie być używany, oraz modlitwami, kollektami i dogodnymi trzema rejestrami opatrzony, Gdańsk 1803; wyd. zmodernizowane przez Mrongowiusza pod względem językowym, uzupełnione 3 pieśniami F. Karpińskiego i własnymi przekładami (nr 529, 739, 770); porównaj poz. 6
4. (M. Luter): Mały katechizm D. Marcina Lutra, z niemieckiego języka w słowiański wystawiony, przez Michała Pontana... Nowa edycja z przydatkiem niektórych pytań nauki chrześcijańskiej, „Jahresbericht des Gesellschaft für Pommersche Geschichte und Alterhumskunde” rocznik 3 (1828), s. 132-170 i odb.: Wörtlicher Abdruck des durch Michael Pontanus ins Kaschubische, oder (wie er es nennt) Slovenische übersetzen kleinen Katechismus Lutheri, mit einigen Anmerkungen begleitet, Szczecin 1828
5. Flis, to iest spuszczanie statkow Wisłą y inszemi rzekami do niey przypadaiącemi, Sebastyana Fabiana Klonowica z Sulimierzyc – Sebastiana Fabiana Klonowica, wydane w Gdańsku w 1829
6. Nowy pieśnioksiąg, czyli Kancjonał prusko-polski..., Królewiec 1840 (nowe opracowania poz. 3)
7. Kazania pogrzebowe Samuela Dambrowskiego oczyszczone z makaronizmów łacińskich oraz mowy pogrzebowe z nowszych autorów – wersja cyfrowa na Polonie, wydane w Kwidzynie w 1843 roku
8. Śpiewnik dla użytku ewangielików, Królewiec 1851.

### Listy i materiały
1. Korespondencja z lat 1794–1854: I. Korespondencja urzędowa; II. Korespondencja prywatna; wyd. Wł. Pniewski, K. C. Mrongowiusz 1764-1855. Księga pamiątkowa, Gdańsk 1933; zawartość: do nieznanej osoby z roku 1794; korespondencja z Radą Miejską w Gdańsku z lat 1797-1798 i 1845; z Kolegium Kościelnym w Gdańsku z lat 1804-1805; z władzami pruskimi; z J. Łukaszewiczem z lat 1835, 1838–1840, 1842–1843, 1850; list do arcybiskupa Dunina z roku 1841; korespondencja z A. Bielowskim z roku 1854; listy od A. K. Czartoryskiego z roku 1820; A. Poplińskiego z roku 1836; A. Mundta z roku 1838; A. Woykowskiego z roku 1839, 1841; dyrektora gimnazjum Stoca z roku 1840; J. Pozorskiego z roku 1841; Marcelego Kamieńskiego z roku 1842; J. Muczkowskiego z roku 1842; G. Gizewiusza z roku 1842; ponadto przedruki poz.: 5-10, 12-14
2. Do J. Przybylskiego 2 listy z lat 1799–1800; do Rady Miejskiej w Gdańsku z 28 lipca 1808; do S. K. Potockiego z 1 grudnia 1811; do A. J. Czartoryskiego z 30 listopada 1822; do A. K. Czartoryskiego z 30 listopada 1822; do Warszawskiego Towarzystwa Przyjaciół Nauk z 4 lipca 1823; do E. Czarneckiego z 10 października 1825; do urzędu cenzury w Warszawie z 17 listopada 1851; do K. W. Wójcickiego 3 listy z lat 1851–1853; wyd. A. Jałosiński: Nieznane listy K. C. Mrongowiusza, „Rocznik Gdański” t. 14 (1955)
3. Do G. E. Grodka 3 listy z lat 1806-1822, rękopis: Biblioteka Jagiellońska, sygn. 3097, ogł. K. Mężyński, „Rocznik Gdański” t. 21 (1962).
4. Do J. F. Tarnowskiego z lat: 1817, 1820, 1827, 1829; ogł. A. Polarczykowa, „Rocznik Gdański” t. 19/20 (1960/1961).
5. Do E. Czarneckiego 2 listy z roku 1823 i brak daty; do K. Brodzińskiego z roku 1824 i S. Staszica z roku 1824; ogł. A. Kraushar: Towarzystwo Warszawskie Przyjaciół Nauk t. 5-6, Kraków 1904-1905; przedr. W. Pniewski, jak wyżej poz. 1
6. Do P. I. Köppena 3 listy z roku 1825, ogł. W. A. Francew; przedr. W. Pniewski, jak wyżej poz. 1
7. Do Warszawskiego Towarzystwa Przyjaciół Nauk z 18 kwietnia 1831; do A. Maciejowskiego z 1 listopada 1832; ogł. W. A. Francew, „Gryf” rocznik 4 (1912), s. 316-317; przedr. W. Pniewski, jak wyżej poz. 1
8. Do Kubicha (Skubicha?), kandydata kaznodziejskiego, z 12 lutego 1842; ogł. J. Łęgowski-Nadmorski, „Zapiski Towarzystwa Naukowego w Toruniu” t. 5 (1921), zeszyt 8; przedr. W. Pniewski, jak wyżej poz. 1
9. Do Fryderyka Wilhelma IV z 7 kwietnia 1842 i odpowiedź z 28 maja 1842, „Königsberger Zeitung” 1842, nr 133; przedr.: G. Gizewiusz: Die polnische Sprachfrage in Preussen, „Jahrbücher f. slavische Literatur, Kunst u. Wissenschaft...” Lipsk 1845, s. 56-57; przedr. W. Pniewski, jak wyżej poz. 1
10. Do Towarzystwa Historyczno-Literackiego w Paryżu z 15 marca 1852 (w odpowiedzi na list A. Mickiewicza), ogł.: L. Gadon: Z życia Polaków we Francji, Paryż 1885; W. Mickiewicz, „Przegląd Biblioteczny” t. 1 (1908); W. Pniewski, jak wyżej poz. 1; porównaj poz. 14
11. Fragmenty listów do pastora M. B. Głąba (Glomba?), „Evangelisches Gemeindeblatt” 1855, nr 39
12. Od A. Szyszkowa, N. P. Rumiancewa i w. ks. Konstantego z roku 1823, ogł. w przedmowie do: Dokładny słownik polsko-niemiecki..., Królewiec 1835 (zobacz Ważniejsze dzieła poz. 15); przedr. W. Pniewski, jak wyżej poz. 1
13. Od ministra J. A. F. Eichhorna z lat 1842-1843, ogł. G. Gizewiusz jak wyżej poz. 9; przedr. W. Pniewski, jak wyżej poz. 1
14. Od A. Mickiewicza z 24 lutego 1852, ogł. jak wyżej poz. 10
15. Skrypty uniwersyteckie Mrongowiusza, rękopisy Biblioteki Miejskiej w Gdańsku, sygn. 2213-2215, 2217-2218
16. Zapiski domowe w książce: Oekonomika ziemiańska Haura, Kraków 1675, egz. Biblioteki Miejskiej w Gdańsku, sygn. Va 641
17. Notatki własnoręczne w różnych książkach z jego zbioru, egz. Biblioteki Miejskiej w Gdańsku, sygn. Ms. 1549-1551, 2004, 2124, 2430-2433; zapisek z karty przedtytułowej Nowego kancjonału pruskiego (sygn. XX B. o. 2047) ogł. Z. Florczak, L. Pszczołowska, jak wyżej poz. 2
18. Gedanken über den neu zu errichtenden polnischen Lehrstuhl, dat. 25 VIII 1797, tekst oryginalny i przekł. polskiego wyd. W. Bieńkowski: Uwagi Mrongowiusza o projekcie stworzenia katedry języka polskiego na uniwersytecie w Królewcu, „Komunikaty Mazursko-Warmińskie” 1964, nr 1.

Bardziej szczegółową bibliografię twórczości Mrongowiusza podają: W. Pniewski: Bibliografia wydawnictw i rękopisów Mrongowiusza, „K. C. Mrongowiusz 1764-1855. Księga pamiątkowa” Gdańsk 1933 – W. Bieńkowski: Bibliografia dzieł K. C. Mrongowiusza za l. 1791-1870; w: K. C. Mrongowiusz (1764-1855) w służbie umiłowanego języka, Olsztyn 1964.

## Upamiętnienie
W roku 1933 Towarzystwo Przyjaciół Nauki i Sztuki w Gdańsku wydało ku jego czci księgę pamiątkową pod red. Władysława Pniewskiego. Jego imię nosiło Towarzystwo Polaków-Ewangelików działające w Wolnym Mieście Gdańsku w latach 1938-1939, które m.in. opiekowało się mogiłą na cmentarzu Salwatora.
Od jego nazwiska pochodzi po 1945 r. nowa nazwa pruskiego miasta Ządźbork – Mrągowo.
Około 1975 został wybity medal upamiętniający Krzysztofa Celestyna Mrongowiusza, zaprojektowany przez Edwarda Gorola.
W nawiązaniu do tradycji akademickiej Pomorza, w 2007 roku prof. Andrzej Ceynowa, rektor Uniwersytetu Gdańskiego w latach 2002–2008 ustanowił Nagrodę „Nauczyciel Roku” im. Krzysztofa Celestyna Mrongowiusza. Jest ona przyznawana trzem nauczycielom akademickim za szczególne osiągnięcia dydaktyczne, w rocznicę powołania Uniwersytetu Gdańskiego 20 marca każdego roku. Laureatom nagrody jest wręczana okolicznościowa statuetka, zaprojektowana przez artystę rzeźbiarza Gennadija Jerszowa. Ten sam artysta jest twórcą pomnika Mrongowiusza uroczyście odsłoniętego 20 czerwca 2009 roku na terenie Bałtyckiego Kampusu Gdańskiego, przed Biblioteką Uniwersytetu Gdańskiego. 
Jest patronem dzwonu g2 carillonu Ratusza Głównego Miasta w Gdańsku. 
W centrum Gdańska przy Kościele św. Jana znajduje się obiekt noclegowy Celestin Residence. W tym miejscu kiedyś mieściła się Szkoła Świętojańska, w której od 1812 roku Krzysztof Celestyn Mrongowiusz nauczał języka polskiego. Obiekt nawiązuje do przeszłości m.in. poprzez fragmenty tekstów duchownego w holu wejściowym przy recepcji oraz poświęconym mu Apartamencie Mrongovious, w którym znajduje się wielki portret K. C. Mrongowiusza.